# مجلس طبقات خاصة
كانت مَجَالِس طَبَقَاتٍ خَاصَّةٍ (بالفرنسية: assemblées d'états particuliers؛ ومفردها: مَجْلِس طَبَقَاتٍ خَاصَّةٍ؛ بالفرنسية: assemblée d'états particuliers) مجالس سياسية في مملكة فرنسا وكانت مكونة من ممثلي النبلاء ورجال الدين الكاثوليكي والطبقة الثالثة من منطقة أو بعض مناطق فقط، على عكس مجالس الصبقات العامة (بالفرنسية: les assemblées des états généraux)‏ التي كانت مكونة من ممثلين من كل المملكة.